# Flaga Czech
Flaga Czech – jeden z symboli państwowych Republiki Czeskiej.

## Wygląd i symbolika
Flaga jest prostokątem o proporcjach 3:2 podzielonym na dwa równe poziome pasy: biały i czerwony, z dodanym od strony drzewca niebieskim trójkątem sięgającym do połowy długości flagi. W przypadku pionowej flagi niebieski trójkąt jest na górze, a lewy pas od strony obserwatora jest biały.

## Historia
Tradycyjnymi barwami Czech, pochodzącymi z królewskiego herbu – w polu czerwonym wspięty srebrny lew o podwójnym srebrnym ogonie – są biel i czerwień. Już w XV wieku znane były czerwone flagi z białym lwem, od XIX wieku posługiwano się narodowymi kolorami: czerwonym i białym (np. studenci na praskich barykadach w 1848 roku). Ze względów historycznych flaga czeska wiąże się z flagą czechosłowacką. Od 1918 roku powstająca Czechosłowacja czasowo posługiwała się flagą biało-czerwoną – o czeskich barwach herbowych. Z powodu podobieństwa do flagi polskiej, użycia tych samych barw przez Republikę Austrii, a także oraz w związku z utworzeniem federacji czeskosłowackiej rozpoczęto poszukiwanie nowych symboli państwa. W czerwcu 1919 roku postanowiono, że nowa flaga będzie zawierała trzy kolory: czerwony, biały i niebieski. Wprowadzenie koloru niebieskiego jest nawiązaniem do barw pansłowiańskich, historycznego herbu Moraw, Słowacji oraz Zakarpacia. Na łodziach pływających po Wełtawie testowano kilka propozycji nowego wzoru flagi czechosłowackiej. Jedną z propozycji był projekt Jaroslava Kursy z niebieskim trójkątem wcinającym się pomiędzy pasy historycznej flagi. W oryginalnym projekcie trójkąt sięgał tylko do jednej trzeciej. W parlamencie jednak niektórzy posłowie gorąco protestowali i proponowali inne rozwiązanie, które zawierało aż pięć pasów. Tę propozycję z kolei odrzuciła grupa artystów, która zaproponowała wydłużyć trójkąt do połowy flagi. Ostatecznie nową flagę Czechosłowacji przyjęto 30 marca 1920 roku: biało-czerwoną z niebieskim trójkątem do połowy.
Podczas niemieckiej okupacji w latach 1939–1945 utworzony Protektorat Czech i Moraw używał flagi z trzech poziomych pasów w kolorze białym, czerwonym i niebieskim. Emigracyjne środowiska czechosłowackie posługiwały się charakterystyczną flagą z 1920 roku, która niezależnie od zmian systemowych miała pozostać flagą Czechosłowacji także w czasach komunistycznych po wojnie.
13 marca 1990 roku narodowe republiki Czechosłowacji przyjęły własne flagi, Czechy – biało-czerwoną, Słowacja biało-niebiesko-czerwoną. Po rozwiązaniu federacji z początkiem 1993 Czesi powrócili do czechosłowackiej flagi biało-czerwonej z niebieskim trójkątem zgodnie z uchwałą podjętą 17 grudnia 1992 roku przez ówczesny parlament), nie bez protestów ze strony słowackiej.

Najstarsza flaga z znanym od 1192 herbem dynastii Przemyślidów, płonącą orlicą
Flaga królestwa czeskiego na bazie herbu przybranego przez Przemysła Ottokara II
Barwy historyczne Królestwa Czech, jednocześnie tymczasowa czechosłowacka flaga z 1918 r. oraz czeska w latach 1990–1992
Pierwszy projekt czechosłowackiej flagi z 1919 r. autorstwa Jaroslava Kursy
Poselska propozycja czechosłowackiej flagi z 1920 r. Na fladze czeskiej kanton w postaci flagi środowisk słowackich w Stanach Zjednoczonych
Flaga Protektoratu Czech i Moraw
Flaga Czechosłowacji – ostateczna wersja; współczesna flaga Republiki Czeskiej

## Barwy regionalne

Flaga Bohemii
Godło Bohemii
Flaga Moraw
Godło Moraw
Flaga Śląska
Godło Śląska